# Tom Schoeps
Tom Schoeps ist ein deutscher Spieleautor, der vor allem durch die von ihm entwickelten Brettspiele Bauernschlau von 1991 und Die Dracheninsel von 2003 bekannt wurde.

## Biografie
Tom Schoeps arbeitete als Studienrat für Biologie an einem Hamburger Gymnasium. Er veröffentlichte seine ersten Spiele in den späten 1980er Jahren, nachdem er 1986 zum ersten Mal das Göttinger Spieleautorentreffen besuchte. 1989 gewann er mit seinem Spiel Füchse und Kaninchen den ersten Preis im Erfinder-Wettbewerb der Zeitschrift spielbox, das Spiel wurde 1990 als Hecht im Karpfenteich bei Saller & Brunner veröffentlicht.
1991 entwickelte Schoeps das Spiel Bauernschlau, das auf die Auswahlliste des Spiel des Jahres aufgenommen wurde. Es folgten zahlreiche weitere Spieleveröffentlichungen bei verschiedenen Verlagen. 1995 wurde das beim Verlag Goldsieber Spiele veröffentlichte Spiel Sternenhimmel auf den Platz 3 des Deutschen Spielepreises gewählt. Das bekannteste Spiel von Schoeps wurde Die Dracheninsel von 2003, das für das Spiel des Jahres nominiert und mit dem Österreichischen Spielepreis als „Spielehit für Familien“ ausgezeichnet wurde. Nach eigenen Angaben war Strippensalat aus dem Jahr 1993 sein kommerziell erfolgreichster Titel.

## Auszeichnungen
Mehrere Spiele, die von Tom Schoeps entwickelt wurden, wurden für Spielepreise nominiert:
- Spiel des Jahres
  - Bauernschlau: Auswahlliste 1991
  - Die Dracheninsel: Nominierung 2003
- Deutscher Spielepreis
  - Bauernschlau: 1991, Platz 2
  - Sternenhimmel: 1995, Platz 3
- Österreichischer Spielepreis
  - Die Dracheninsel: Spielehit für Familien 2003

## Ludographie
- 1987: Indiscretion (Piatnik)
- 1988: Teufel nochmal! (Piatnik)
- 1988: Ronda Magica (Kosmos Spiele)
- 1989: Das Letzte Kamel (F.X. Schmid)
- 1990: Hecht im Karpfenteich (Saller & Brunner)
- 1990: Häc Mäc (englisch Burger Battle; F.X. Schmid)
- 1990: Bockige Esel (Carlit)
- 1991: Bauernschlau (F.X. Schmid)
- 1993: Manege frei! (HABA)
- 1993: Die Hanse (Laurin Verlag)
- 1993: Strippensalat (Ravensburger, Berliner Spielkarten)
- 1994: Love Game (Heye Verlag)
- 1994: Arkanum (Pro Ludo)
- 1995: Das Spiel mit der Schlange (Goldsieber)
- 1995: Sternenhimmel (Goldsieber)
- 1995: Top Secret (Blatz)
- 1998: Crazy Harry (Jumbo)
- 1999: Powerrails
- 1999: Glückspilz (Selecta)
- 2003: Die Dracheninsel
- 2017: Fieber (moses. Verlag)
- 2021: Ufo Boom (Logis)